# Yannick Chabloz
Yannick Chabloz (17 marzo 1999) è un ex sciatore alpino svizzero.

## Biografia
Specialista delle prove veloci originario di Beckenried e attivo dal gennaio del 2016, Yannick Chabloz ha esordito in Coppa Europa il 12 dicembre 2018 a Sankt Moritz in supergigante (39º); ai Mondiali juniores di Narvik 2020 ha vinto la medaglia di bronzo nel supergigante e il 14 dicembre dello stesso anno ha conquistato il primo podio in Coppa Europa, a Santa Caterina Valfurva in discesa libera (3º). Sempre in discesa libera ha debuttato in Coppa del Mondo, il 27 novembre 2021 a Lake Louise (40º), ha conquistato la sua unica vittoria in Coppa Europa, l'11 dicembre successivo a Santa Caterina Valfurva, ha ottenuto il miglior risultato in Coppa del Mondo, il 18 dicembre dello stesso anno in Val Gardena (13º), e ha ottenuto l'ultimo podio in Coppa Europa, il 25 gennaio 2022 a Saalbach-Hinterglemm (2º).
Ai XXIV Giochi olimpici invernali di Pechino 2022, sua unica presenza olimpica, non ha completato la combinata; infortunatosi gravemente il 27 dicembre 2022 durante le prove della discesa libera di Coppa del Mondo di Bormio, ha tentato di tornare alle competizioni nella stagione successiva, ma è riuscito solo a disputare le prove della discesa libera di Coppa del Mondo in programma a Zermatt/Cervinia il 12 novembre 2023, senza poi più partecipare a nessuna gara. Non ha preso parte a rassegne iridate.

## Palmarès

### Mondiali juniores
- 1 medaglia:
  - 1 bronzo (supergigante a Narvik 2020)

### Coppa del Mondo
- Miglior piazzamento in classifica generale: 120º nel 2022

### Coppa Europa
- Miglior piazzamento in classifica generale: 15º nel 2021
- 3 podi:
  - 1 vittoria
  - 1 secondo posto
  - 1 terzo posto

#### Coppa Europa - vittorie
| Data             | Località                | Paese  | Specialità |
| ---------------- | ----------------------- | ------ | ---------- |
| 11 dicembre 2021 | Santa Caterina Valfurva | Italia | DH         |

Legenda:

DH = discesa libera

### Campionati svizzeri
- 2 medaglie:
  - 1 argento (discesa libera nel 2021)
  - 1 bronzo (combinata nel 2019)